# مثيلات الدومانية
مثيلات الدومانية (الاسم العلمي: Anystina) هي دون رتبة من الحيوانات تتبع رتيبة أماميات الفوهة من رتبة خطميات الشكل.

## التصنيف
- الخطمينات
  - الخطميات
    - الخطماوات
      - الخطماء